# Celeste Aida
Celeste Aida (z wł. Niebiańska Aido) – tenorowa aria Radamesa z I aktu opery Aida skomponowanej przez Giuseppe Verdiego, do której libretto napisał Antonio Ghislanzoni.
Radames – młody wojownik marzy nie tylko o tym, by okryć się wojenną sławą jako nowy wódz egipskich oddziałów. Mimo iż zakochana jest w nim Amneris – córka faraona, on pragnie miłości jej etiopskiej niewolnicy – Aidy, toteż jego myśli nieustannie błądzą wokół niej. Aida jest córką króla Etiopów – Amonasra, o czym Radames jednak nie wie, ma on zatem wyruszyć przeciwko ojcu swojej ukochanej.
Popularność opery sprawia, że romanca Radamesa stale należy do najważniejszych pieśni w repertuarze (także koncertowym) śpiewaków dysponujących tym typem głosu. Rolę Radamesa podczas światowej prapremiery w Kairze 24 grudnia 1871 śpiewał Pietro Mongini.